# Вступление Сербии в Европейский союз
Процесс присоединения Сербии к Европейскому союзу начался в ноябре 2005 года, когда Сербия входила в состав Государственного Союза Сербии и Черногории. В мае 2006 года Черногория провела референдум о независимости и отделилась от союза, а Сербия продолжила переговоры с ЕС самостоятельно. 29 июля 2008 года Сербия и ЕС подписали Соглашение о стабилизации и ассоциации. 22 сентября 2009 года Сербия подала заявку на вступление в ЕС.
1 марта 2012 года Сербия получила официальный статус страны-кандидата на вступление. В декабре 2013 года Совет Европейского союза одобрил решение начать переговоры о вступлении Сербии в ЕС в январе 2014 года, и первая межправительственная конференция была проведена 21 января в Брюсселе. В декабре 2009 года граждане Сербии, имеющие биометрические паспорта, получили право совершать путешествия в странах Шенгенской зоны без получения визы. 15 сентября 2017 года еврокомиссар Йоханнес Хан оценил, что Сербия может получить членство в Европейском союзе до 2025 года. Хан предполагает, что переговорный процесс может завершиться к 2023 году, после чего ещё около двух лет потребуется на ратификацию соглашения странами.

## История

### Начальный этап интеграции
В июне 2000 года на заседании в городе Фейра Европейский совет подтвердил, что все страны, участвующие в механизме стабилизации и ассоциации, являются «потенциальными кандидатами» на вступление в ЕС. В этом же году ЕС в рамках системы Автономных торговых мер в одностороннем порядке отменил таможенные пошлины на промышленные и сельскохозяйственные товары, импортируемые из Сербии в страны союза. На тот момент эта отмена пошлин стала самой крупной уступкой в области торговли, сделанной какой-либо стране со стороны ЕС. Со своей стороны Сербия начала отменять импортные пошлины через 9 лет, когда Сербия начала выполнять торговую часть Соглашения об ассоциации и стабилизации. В октябре 2000 года в Сербии произошла Бульдозерная революция, открывшая стране возможность европейской интеграции.
1 июня 2003 года на заседании Европейского совета в Салониках было подтверждено распространение процесса стабилизации и ассоциации на западную часть Балканского полуострова, а Сербия вместе с пятью другими государствами западных Балкан получила статус «потенциального» кандидата. Сербия пошла навстречу. 8 марта 2004 года создана Канцелярия по присоединению к Европейскому Союзу Правительства Сербии.
Переговоры о подписании Соглашения об ассоциации и стабилизации между Сербией и ЕС начались 1 октября 2005 года. 3 мая 2006 года ЕС заморозил переговоры, объяснив это недостаточным уровнем сотрудничества Сербии с МТБЮ. Ранее Еврокомиссия потребовала от Сербии до 30 апреля арестовать и передать Международному трибуналу Ратко Младича, что правительство Сербии не смогло осуществить. После консультации с главным прокурором Гаагского трибунала Карлой дель Понте Еврокомиссия приняла решения приостановить переговоры о соглашении.
13 июня 2007 года переговоры возобновились после ареста 31 мая и выдаче МТБЮ бывшего генерала Здравко Толимира. Через 4 дня после возобновления переговоров о Соглашении об ассоциации и стабилизации был арестован бывший начальник службы безопасности Сербии Властимир Джорджевич, обвиняемый в преступлениях против косовских албанцев.
7 ноября 2007 года заместитель премьер-министра Сербии Божидар Джелич и европейский комиссар по вопросам расширения Олли Рен парафировали Соглашение об ассоциации и стабилизации между Сербией и ЕС. Олли Рен заявил, что полноценное подписание Соглашения будет возможно только в случае всеобъемлющего сотрудничества Сербии с МТБЮ.

### Разногласия насчёт Косова
Разногласия по вопросу Косова начались ещё до объявления независимости этой территории. 14 декабря 2007 года Европейский совет принял решение о размещении полицейской и гражданской миссии в Косове (Миссия Европейского союза по вопросам правопорядка в Косове). Жозе Сократеш, который занимал должность премьер-министра Португалии (тогда бывшей страной-председателем Совета ЕС), заявил, что ЕС подал мощный сигнал о своём лидерстве в решении вопроса будущего Косова, добавив, что решение о миссии не означает признание независимости этого региона. Новость о размещении миссии ЕС вызвала недовольство в Сербии, где считали, что новая миссия создавалась для реализации плана Ахтисаари, предполагавшего «независимость под международным контролем» для Косова с последующей передачей полномочий от международных органов управления, созданных согласно резолюции Совета безопасности 1244 от 1999 года, к местным властям косовских албанцев. Сербия требовала, чтобы любая новая международная миссия проводилась в соответствии с резолюцией Совета Безопасности 1244 и была одобрена Советом Безопасности ООН.
Впоследствии развёртывание миссии ЕС было окончательно одобрено Европейским союзом на заседании Европейского совета 16 февраля 2008 года. Официальными задачами ЕВЛЕКС были названы обеспечение верховенства закона, безопасности и прав человека, надзор за деятельностью косовских институтов и помощь им при сохранении части исполнительных полномочий, которыми обладала международная администрация по управлению Косова. Правовой основой для миссии были названы следующие пункты Резолюции Совета Безопасности ООН 1244: 10 (уполномочивает генерального секретаря при содействии международных организаций создать международное гражданское присутствие в Косово), 11 (основные обязанности международного гражданского присутствия: f) на финальной стадии надзор за передачей полномочий от временных институтов Косова к органам, учреждённым в рамках политического урегулирования; i) поддержание гражданского правопорядка путём размещения международного полицейского персонала для службы в Косове), 17 (приветствует действия ЕС по созданию всеобъемлющего подхода к стабилизации региона). В ответ на подготовку к развёртыванию ЕВЛЕКС президент Сербии Борис Тадич заявил, что для отправки миссии ЕС в Косово нет никаких правовых оснований, для её размещения необходимо решение Совета Безопасности ООН. Министр по делам Косова Слободан Самарджич обвинил ЕС в нарушении международного права и обслуживании американских внешнеполитических интересов.
Косово в одностороннем порядке провозгласило себя независимой республикой 17 февраля 2008 года. Со вступлением в силу 15 июня 2008 года конституции Республики Косово, в которой не прописана роль МООНК, власти самопровозглашённой республики стали ограничивать деятельность миссии ООН, передавая её функции новым органам Косова. В этих условиях генеральный секретарь ООН отдал распоряжение о реорганизации МООНК, которое включало в себя передачу полномочий ЕВЛЕКС. Для преодоления разногласий с Сербией по поводу размещения ЕВЛЕКС специальный представитель ООН по Косову Ламберто Заньер провёл с сербским правительством серию переговоров, результатом которых стал план из 6 пунктов и доклад Генерального секретаря о миссии Организации Объединённых Наций по делам временной администрации в Косове. После достижения этих договорённостей Сербия дала согласие на развёртывание ЕВЛЕКС в Косове, так как были учтены её требования о нейтральности ЕВЛЕКС по вопросу статуса края и об отказе от «плана Ахтисаари». Несмотря на то, что власти Косова отвергли план из 6 пунктов, они заявили о поддержке ЕВЛЕКС. 26 ноября 2008 года Совет безопасности ООН принял заявление в поддержку доклада Генерального секретаря и развёртывания миссии ЕС в Косове, а 9 декабря 2008 года миссия ЕВЛЕКС официально начала свою работу.
Европейские политики неоднократно заявляли, что признание независимости Косова не является условием для принятия Сербии в ЕС.

### Соглашение об ассоциации и стабилизации
После парафирования Соглашения об ассоциации и стабилизации (САС) процедура подписания была намечена на 29 апреля 2008 года. В декабре 2007 года правительство уполномочило вице-премьер-министра Божидара Джелича подписать САС в апреле 2008 года. 4 апреля 2008 года премьер-министр Сербии и лидер «Демократической партии Сербии» Воислав Коштуница заявил, что из-за провозглашения независимости Косова (17 февраля 2008 года) вступление Сербии в ЕС больше не находится на повестке дня, а возобновление переговоров возможно только после достижения согласия по вопросу территориальной целостности Сербии. Сторонники этого решения премьер-министра (министры от «Демократической партии Сербии» и «Новой Сербии») настаивали на том, что подписание САС с ЕС будет противоречить конституции в части территориальной целостности страны, так как большинство стран-членов ЕС признали независимость Косова. Президент Сербии Борис Тадич, а также министры от пропрезидентской «Демократической партии» и партии «Г17+» не согласились с таким подходом и заявили, что Соглашение об ассоциации и стабилизации не содержало никаких ссылок на признание независимости Косова и, наоборот, поддерживало резолюцию Совета Безопасности ООН 1244. Борис Тадич обвинил противников САС в том, что они изменили своё мнение по вопросу подписания САС только ради приближающихся выборов, так как несколько месяцев назад они голосовали в правительстве за наделение Божидара Джелича полномочиями на подписание соглашения. Божидар Джелич воспользовался вверенными ему полномочиями и подписал Соглашение об ассоциации и стабилизации 29 апреля 2008 года. На церемонии подписания, прошедшей в Люксембурге, присутствовали президент Сербии Борис Тадич и министр иностранных дел Вук Еремич. Со стороны ЕС САС подписали Европейский комиссар по вопросам расширения Олли Рен и министр иностранных дел Словении Димитрий Рупел. Премьер-министр Воислав Коштуница в ответ на подписание САС пообещал, что в случае победы на парламентских выборах аннулирует подписание соглашения.
На парламентских выборах 11 мая 2008 года победу одержала проевропейская коалиция под руководством президента Тадича. Новым премьер-министром стал Мирко Цветкович, назвавший ратификацию САС в сербском парламенте приоритетной задачей. 9 сентября Народная скупщина ратифицировала Соглашение об ассоциации и стабилизации.
Вместе с Соглашением об ассоциации и стабилизации Сербия и ЕС подписали Временное соглашение по вопросам торговли, которое должно было позволить Сербии и ЕС применять положения Соглашения об ассоциации, которое в то время ещё проходило процедуру ратификации. Однако Нидерланды и Бельгия заблокировали применение Временного соглашения до тех пор, пока Сербия не будет более тесно сотрудничать с Международным трибуналом по бывшей Югославии и не выдаст ему бывшего Президента Республики Сербской Радована Караджича, генерала Ратко Младича и бывшего Президента Республики Сербская Краина Горана Хаджича. В июле 2008 года Радован Караджич был арестован и экстрадирован в Гаагу. 15 сентября 2008 года ЕС не смог разблокировать применение торгового соглашения из-за несогласия правительства Нидерландов, которое настаивало на аресте других подозреваемых в военных преступлениях.
После неуспешной попытки ЕС разблокировать Временное соглашение по вопросам торговли правительство Сербии решило «в одностороннем порядке» начать выполнять этот договор с 1 февраля 2009 года. Министерство финансов Сербии отметило, что «односторонность» является формальной, так как ЕС отменил импортные пошлины на товары из Сербии ещё в 2000 году.
7 декабря 2009 года странам ЕС удалось прийти к согласию и начать применять Временное соглашение по вопросам торговли со своей стороны. Несмотря на то, что Хаджич и Младич не были арестованы, Нидерланды были удовлетворены степенью взаимодействия Сербии с МТБЮ. С 19 декабря 2009 года граждане Сербии, имеющие биометрические паспорта, получили право путешествовать по странам Шенгенской зоны без виз.
Первой страной, ратифицировавшей 21 июня 2010 года Соглашение об ассоциации и стабилизации с Сербией, стала Испания. Ратификация всеми странами ЕС затянулась на три года. Последней Соглашение ратифицировала Литва, которая сделала это 18 июня 2013 года. После этого соглашение вступило в силу 1 сентября 2013 года.

### Переговоры о вступлении в ЕС
22 декабря 2009 года Президент Сербии Борис Тадич подал заявку на вступление Сербии в ЕС. 24 ноября 2010 года европейский комиссар по вопросам расширения Штефан Фюле передал сербским властям Опросный лист, который Еврокомиссия будет использовать для подготовки доклада о готовности страны выполнять обязательства, налагаемые на членов ЕС. Опросный лист состоял из 2 483 вопросов, разделённых на 6 разделов и 33 главы. Ответы на вопросы должны стать основой для решения Еврокомиссии о перспективе членства Сербии. 31 января 2011 года премьер-министр Мирко Цветкович направил в Европейскую комиссию ответы на поставленные вопросы.
12 октября 2011 года Европейская комиссия опубликовала доклад о степени соответствия Сербии Копенгагенским критериям, в котором рекомендовала дать Сербии статус страны-кандидата на вступление в ЕС при условии, что эта страна продолжит реформы в политической сфере и направит усилия на улучшение отношений с Косовом.
24 февраля 2012 года Сербия и Косово подписали соглашение, согласно которому самопровозглашённая республика получила право участвовать в региональных международных форумах по вопросам Балканского полуострова, а также договорились о совместном управлении пунктами пропуска на административной границе. Последним препятствием к получению статуса страны-кандидата стал спор между Сербией и Румынией по вопросу статуса родственного румынам народа влахов, говорящих на диалекте румынского языка. Однако 1 марта представители Румынии и Сербии подписали договор о защите национальных меньшинств и Румыния сняла свои претензии. В этот же день 1 марта Европейский совет предоставил Сербии статус страны-кандидата на вступление в ЕС.
Следующий важный этап присоединения любой страны к ЕС — это начало официальных переговоров по вступлению. Для запуска переговоров Сербии было необходимо продолжить усилия по нормализации отношений с Косово. 19 апреля 2013 года Сербия и Косово заключили Брюссельское соглашение, которое касалось урегулирования проблемы Северного Косова, населённого преимущественно сербами, и европейской интеграции обеих сторон соглашения. 22 апреля Европейская комиссия отметила нормализацию отношений Сербии и Косова и рекомендовала начать официальные переговоры с Сербией по вступлению в ЕС. 28 июня 2013 года Европейский совет принял решение начать переговоры с Сербией не позднее января 2014 года. 18 декабря 2013 года Европейский совет подтвердил своё июньское решение и назначил первую межправительственную конференцию на 21 января 2014 года. 21 января в Брюсселе была проведена межправительственная конференция, ознаменовавшая начало официальных переговоров по вступлению Сербии в ЕС. Сербию представляли премьер-министр Ивица Дачич и его заместитель Александр Вучич, а ЕС европейский комиссар по вопросам расширения Штефан Фюле и министр иностранных дел Греции Евангелос Венизелос.
В октябре 2015 года Европейская комиссия рекомендовала Европейскому совету до конца 2015 года открыть первые переговорные главы с Сербией, отметив усилия Сербии по урегулированию кризиса беженцев и по нормализации отношений с Косово, выразившиеся в достижении 25 августа 2015 года договорённостей по проблеме Северного Косова и в сфере энергетики и телекоммуникаций. 14 декабря 2015 года Сербия открыла для переговоров главу 32 по финансовому контролю и 35 по отношениям с Косово.
Президент Сербии Александр Вучич заявил, что Сербия планирует закрыть все главы процесса переговоров к 2019 году.
15 сентября 2017 года еврокомиссар Йоханнес Хан оценил, что Сербия может получить членство в Европейском союзе до 2025 года. Хан предполагает, что переговорный процесс может завершиться к 2023 году, после чего ещё около двух лет потребуется на ратификацию соглашения странами.

## Процесс переговоров
| Главы                                                                     | Оценка на начало переговоров    | Глава открыта | Глава закрыта |
| ------------------------------------------------------------------------- | ------------------------------- | ------------- | ------------- |
| 1. Свободное перемещение товаров                                          | Необходимы дальнейшие реформы   | -             | -             |
| 2. Свободное перемещение рабочей силы                                     | Необходимы дальнейшие реформы   | -             | -             |
| 3. Свобода учреждения и движения услуг                                    | Необходимы дальнейшие реформы   | -             | -             |
| 4. Свободное перемещение капиталов                                        | Необходимы дальнейшие реформы   | 2019-12-10    | -             |
| 5. Государственные закупки                                                | Необходимы дальнейшие реформы   | 2016-12-13    | -             |
| 6. Корпоративное право                                                    | Нет серьёзных проблем           | 2017-12-11    | -             |
| 7. Право интеллектуальной собственности                                   | Необходимы дальнейшие реформы   | 2017-06-20    | -             |
| 8. Политика конкуренции                                                   | Необходимы дальнейшие реформы   | -             | -             |
| 9. Финансовые услуги                                                      | Необходимы дальнейшие реформы   | 2019-06-27    | -             |
| 10. Информационное общество и СМИ                                         | Необходимы дальнейшие реформы   | -             | -             |
| 11. Сельское хозяйство и развитие сельских территорий                     | Необходимы значительные реформы | -             | -             |
| 12. Безопасность пищевых продуктов, ветеринария и фитосанитарная политика | Необходимы дальнейшие реформы   | -             | -             |
| 13. Рыболовство                                                           | Нет серьёзных проблем           | 2018-06-25    | -             |
| 14. Транспортная политика                                                 | Необходимы дальнейшие реформы   | 2021-12-14    | -             |
| 15. Энергетика                                                            | Необходимы дальнейшие реформы   | 2021-12-14    | -             |
| 16. Налогообложение                                                       | Нет серьёзных проблем           | -             | -             |
| 17. Экономическая и монетарная политика                                   | Нет серьёзных проблем           | 2018-12-10    | -             |
| 18. Статистика                                                            | Нет серьёзных проблем           | 2018-12-10    | -             |
| 19. Социальная политика и занятость                                       | Необходимы дальнейшие реформы   | -             | -             |
| 20. Промышленная политика и предпринимательство                           | Нет серьёзных проблем           | 2017-02-27    | -             |
| 21. Трансъевропейские сети                                                | Нет серьёзных проблем           | 2021-12-14    | -             |
| 22. Региональная политика и координация структурных инструментов          | Необходимы дальнейшие реформы   | -             | -             |
| 23. Суд и основные права                                                  | Необходимы значительные реформы | 2016-07-18    | -             |
| 24. Правосудие, свобода и безопасность                                    | Необходимы значительные реформы | 2016-07-18    | -             |
| 25. Наука и исследования                                                  | Нет серьёзных проблем           | 2016-12-13    | 2016-12-13    |
| 26. Образование и культура                                                | Нет серьёзных проблем           | 2017-02-27    | 2017-02-27    |
| 27. Окружающая среда и изменение климата                                  | Нет серьёзных проблем           | 2021-12-14    | -             |
| 28. Защита прав потребителей и здравоохранение                            | Необходимы дальнейшие реформы   | -             | -             |
| 29. Таможенный союз                                                       | Нет серьёзных проблем           | 2017-06-20    | -             |
| 30. Внешние связи                                                         | Нет серьёзных проблем           | 2017-12-11    | -             |
| 31. Иностранная политика, политика обороны и безопасности                 | Нет серьёзных проблем           | -             | -             |
| 32. Финансовый контроль                                                   | Необходимы значительные реформы | 2015-12-14    | -             |
| 33. Бюджетные вопросы                                                     | Нет серьёзных проблем           | 2018-06-25    | -             |
| 34. Институты                                                             | Нет серьёзных проблем           | -             | -             |
| 35. Другие вопросы: отношения с Косово                                    | Необходимы дальнейшие реформы   | 2015-12-14    | -             |
| Прогресс                                                                  |                                 | 22 из 35      | 2 из 35       |

## Опросы общественного мнения
Опрос NSPM, проведенный в феврале 2024 года, показал, что 42,8% сербов высказались за вступление в ЕС, а 36,8% — против. Остальные не определились или отказались отвечать на вопрос. В другом опросе на вопрос «Поддержали бы вы вступление в ЕС, если бы признание независимости Косово было условием для вступления?» 76% ответили «нет», когда как 12,2%, которые ответили «да».
Опрос Smart Plus, проведенный в октябре 2023 года, показал, что если бы состоялся референдум о вступлении в ЕС, 44% проголосовали бы за вступление в ЕС, 30% проголосовали бы против, 15% не определились и 10% воздержались.
| Дата         | Агентство                 | Вопрос                            | Да    | Нет   | Не определились |
| ------------ | ------------------------- | --------------------------------- | ----- | ----- | --------------- |
| 2006         | Gallup Balkan Monitor     | Поддерживаете присоединение к ЕС? | 61%   | –     | –               |
| Октябрь 2008 | Strategic Marketing       | Поддерживаете присоединение к ЕС? | 61%   | –     | –               |
| Ноябрь 2010  | Gallup Balkan Monitor     | Поддерживаете присоединение к ЕС? | 63%   | –     | –               |
| Март 2012    | Ipsos Strategic Marketing | Поддерживаете присоединение к ЕС? | 49%   | 34%   | 5%              |
| Июль 2013    | Ipsos Strategic Marketing | Поддерживаете присоединение к ЕС? | 53%   | –     | –               |
| Декабрь 2014 | EU Delegation to Serbia   | Поддерживаете присоединение к ЕС? | 57%   | 28%   | 15%             |
| Декабрь 2014 | Евробарометр              | Поддерживаете присоединение к ЕС? | 58%   | 26%   | 16%             |
| Август 2017  | NSPM                      | Поддерживаете присоединение к ЕС? | 51,2% | 36,3% | 12,5%           |
| Март 2022    | IPSOS                     | Поддерживаете присоединение к ЕС? | 35%   | 44%   | 21%             |
| Июнь 2022    | Demostat                  | Поддерживаете присоединение к ЕС? | 34%   | 51%   | 15%             |
| Октябрь 2022 | NSPM                      | Поддерживаете присоединение к ЕС? | 34,7% | 48,8% | 16,5%           |
| Январь 2023  | NSPM                      | Поддерживаете присоединение к ЕС? | 35,5% | 47,7% | 16,8%           |
| Апрель 2023  | NSPM                      | Поддерживаете присоединение к ЕС? | 42,7% | 44,2% | 13,1%           |
| Май 2023     | NSPM                      | Поддерживаете присоединение к ЕС? | 40,6% | 45,9% | 13,5%           |
| Июнь 2023    | NSPM                      | Поддерживаете присоединение к ЕС? | 43,7% | 46,7% | 9,6%            |
| Октябрь 2023 | Smart Plus                | Поддерживаете присоединение к ЕС? | 44%   | 30%   | 15%             |
| Февраль 2024 | NSPM                      | Поддерживаете присоединение к ЕС? | 42,8% | 36,8% | 20,4%           |

## Экономические контакты Сербии и ЕС
Евросоюз является основным торговым партнёром Сербии. Двусторонний товарооборот в 2013 году составил 16,3 млрд евро, в том числе 9,7 млрд составили поставки из ЕС в Сербию, а 6,6 млрд сербский экспорт в Евросоюз. Доля экспорта из Сербии в ЕС составляла в 2013 году 62,8 % от всего экспорта из Сербии. Ещё 17,7 % сербского экспорта отправляется в страны Центрально-европейской ассоциации свободной торговли, которые являются кандидатами или «потенциальными кандидатами» в ЕС. В 2013 году 61,8 % импорта в Сербию составили поставки из стран ЕС и 4,3 % поставки из ЦЕАСТ. Торговый баланс Сербии с ЕС является отрицательным, хотя торговый дефицит сокращался с 2009 до 2014 года. В торговле сельскохозяйственными продуктами наблюдается обратная ситуация, и Сербия вывозит в ЕС больше сельскохозяйственной продукции, чем ввозит из союза (в 2013 году больше 52 % сербского сельскохозяйственного экспорта пришлось на страны ЕС). Введение в 2014 году российского продовольственного эмбарго на сельскохозяйственную продукцию стран ЕС было настороженно встречено властями Сербии. Опасаясь ввоза дешёвого европейского продовольствия на свой рынок, Сербия ввела дополнительные таможенные пошлины на ввоз из Евросоюза молока, продукции из него (в том числе сыра и сливок), а также свинины (эти пошлины отменены в декабре 2016 года).
Прямые иностранные инвестиции из стран ЕС составили 76 % от общего количества прямых иностранных инвестиций в Сербию за период 2005—2014 годов (в численном выражении за 9 лет в Сербию из ЕС вложили 13,5 млрд евро). Кроме того, ЕС — самый крупный донор для Сербии, оказывающий ей значительную финансовую помощь в различных областях от реформы государственного управления до сельского хозяйства и защиты окружающей среды. Фактически Сербия — главный получатель помощи от фондов ЕС на территории Западных Балкан, получающий ежегодно приблизительно 200 млн евро. В 2001—2014 годах Сербия получила от ЕС помощь на сумму более чем 2,5 млрд евро. Только в рамках программы ЕС Инструмент для помощи в присоединении Белград получил в 2007—2013 годах 1,1 млрд евро.